# Fürth Buffalos
I Fürth Buffalos sono stati una squadra di football americano, di Fürth, in Germania, fondata nel 1985 e chiusa nel 1997.

## Dettaglio stagioni

### Tornei nazionali

#### Campionato

##### Bundesliga
| Stagione | regular season | regular season | regular season | regular season | regular season | regular season | playoff | playoff | playoff | playoff | playoff | playoff | playoff   | playoff    |
|          | Vin            | Par            | Per            | Tot            | PF             | PS             | Vin     | Par     | Per     | Tot     | PF      | PS      | risultato | avversaria |
| -------- | -------------- | -------------- | -------------- | -------------- | -------------- | -------------- | ------- | ------- | ------- | ------- | ------- | ------- | --------- | ---------- |
| 1990     | 1              | 0              | 11             | 12             | 194            | 364            | -       | -       | -       | -       | -       | -       | -         |            |
| Totale   | 1              | 0              | 11             | 12             | 194            | 364            | -       | -       | -       | -       | -       |         |           |            |

Fonti: Enciclopedia del Football - A cura di Roberto Mezzetti

##### 2. Bundesliga
| Stagione | regular season | regular season | regular season | regular season | regular season | regular season | playoff | playoff | playoff | playoff | playoff | playoff   | playoff           |
|          | Vin            | Par            | Per            | Tot            | PF             | PS             | Vin     | Per     | Tot     | PF      | PS      | risultato | avversaria        |
| -------- | -------------- | -------------- | -------------- | -------------- | -------------- | -------------- | ------- | ------- | ------- | ------- | ------- | --------- | ----------------- |
| 1989     | 10             | 0              | 0              | 10             | 416            | 78             | -       | -       | -       | -       | -       | -         | -                 |
| 1991     | 3              | 0              | 9              | 12             | 226            | 374            | -       | -       | -       | -       | -       | -         | -                 |
| 1993     | 6              | 0              | 6              | 12             | 179            | 197            | -       | -       | -       | -       | -       | -         | -                 |
| 1994     | 7              | 0              | 5              | 12             | 258            | 196            | 1       | 0       | 1       | 28      | 24      | Promossi  | Landsberg Express |
| 1995     | 7              | 0              | 5              | 12             | 252            | 306            | -       | -       | -       | -       | -       | -         | -                 |
| 1996     | 0              | 0              | 14             | 14             | 0              | 280            | -       | -       | -       | -       | -       | -         | -                 |
| Totale   | 33             | 0              | 39             | 72             | 1331           | 1431           | 1       | 0       | 1       | 28      | 24      |           |                   |

Fonti: Enciclopedia del Football - A cura di Roberto Mezzetti

##### Verbandsliga (terzo livello)/Regionalliga/Bayernliga (terzo livello)
| Stagione | regular season | regular season | regular season | regular season | regular season | regular season | playoff | playoff | playoff | playoff | playoff | playoff      | playoff             |
|          | Vin            | Par            | Per            | Tot            | PF             | PS             | Vin     | Per     | Tot     | PF      | PS      | risultato    | avversaria          |
| -------- | -------------- | -------------- | -------------- | -------------- | -------------- | -------------- | ------- | ------- | ------- | ------- | ------- | ------------ | ------------------- |
| 1986     | 2              | 0              | 4              | 6              | 305            | 93             | -       | -       | -       | -       | -       | -            | -                   |
| 1987     | 4              | 0              | 2              | 6              | 211            | 116            | -       | -       | -       | -       | -       | -            | -                   |
| 1988     | 7              | 0              | 1              | 8              | 158            | 303            | 2       | 0       | 2       | 96      | 12      | Promossi     | Bamberg Bears       |
| 1992     | 6              | 2              | 2              | 10             | 210            | 149            | 1       | 1       | 2       | 26      | 38      | Non promossi | Starnberg Argonauts |
| Totale   | 19             | 2              | 9              | 30             | 884            | 661            | 3       | 1       | 4       | 122     | 50      |              |                     |

Fonti: Enciclopedia del Football - A cura di Roberto Mezzetti